# Sila Vaifale
Sila L. Vaifale (Apia, 5 de julio de 1967) es un ex–jugador samoano de rugby que se desempeñaba como ala.

## Selección nacional
Fue convocado a Manu Samoa por primera vez en octubre de 1989 para enfrentar a los Stejarii y disputó su último partido en julio de 1997 ante los Flying Fijians. En total jugó 28 partidos y marcó cuatro tries para un total de 16 puntos (un try valía 4 puntos hasta 1993).

### Participaciones en Copas del Mundo
Disputó las Copas del Mundo de Inglaterra 1991 donde Manu Samoa venció a los Dragones rojos (Vaifale marcó el try de la victoria) y a los Pumas en fase de grupos, consiguiendo el pase a los cuartos de final y allí serían eliminados por el XV del Cardo y Sudáfrica 1995 donde los samoanos vencieron a la Azzurri y a los Pumas nuevamente en fase de grupos, consiguiendo el pase a los cuartos de final y allí serían eliminados por los locales y eventuales campeones del Mundo; los Springboks.
| Mundial                       | Sede       | Resultado        | PJ | Tries |
| ----------------------------- | ---------- | ---------------- | -- | ----- |
| Copa Mundial de Rugby de 1991 | Inglaterra | Cuartos de final | 3  | 1     |
| Copa Mundial de Rugby de 1995 | Sudáfrica  | Cuartos de final | 3  | 0     |

## Palmarés
- Campeón de la Pacific Nations Cup de 1991, 1992 y 1997.